# Anyera
Anyera (en árabe: أنجرة‎, en lenguas bereberes: ⴰⵏⵊⴰⵔⴰ, en francés: Anjra) es una comuna marroquí, capital de la provincia de Fahs-Anyera, en la región Tánger-Tetuán-Alhucemas. Está situada en el norte del país. Limita al este con la comuna de Tagramt; al norte, con las comunas de Quetzama y Alcazarseguir; al oeste, con las comunas de Malusa y Yuama; y al sur con la prefectura de Tetuán. Tiene 15.035 habitantes según el censo de 2004.